# 李綺年

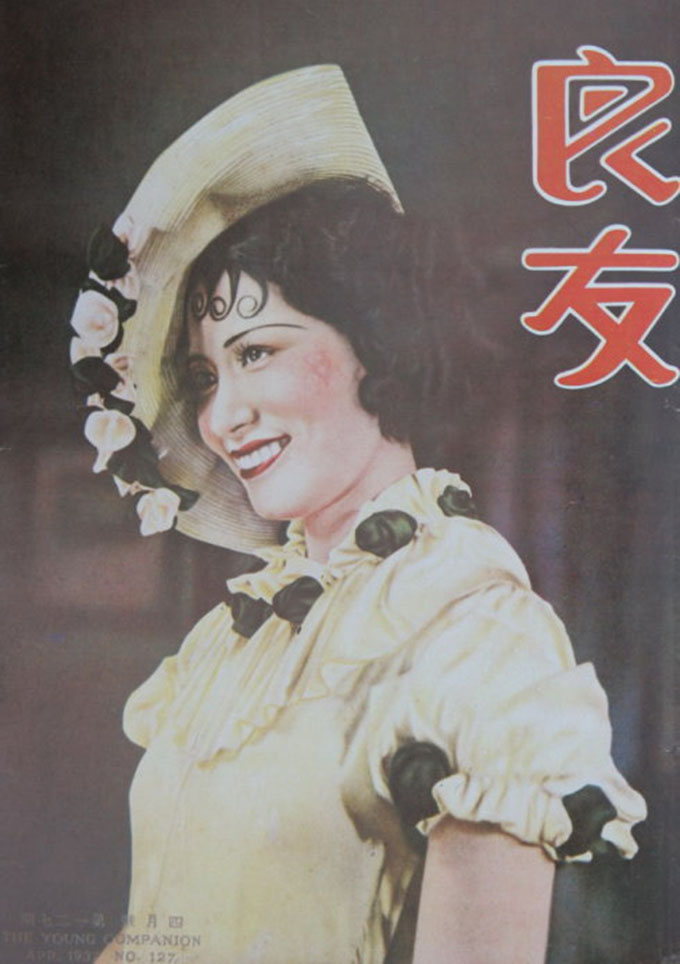
李绮年

李綺年（1914年—1950年11月4日），原名李楚卿，籍貫廣東省東莞市，活躍於1930年代至1940年代的粵劇艷旦及電影演員。

## 粵劇演藝歷程
- 11歲首次參演粵劇《回春之曲》；
- 1938年7月主演粵劇《貂蟬拜月》，為中華民國的傷兵難民募集4,000多港元；
- 受「邵氏兄弟公司」簽約聘請三個月，以月薪2,000港元及2,000叻元（新加坡元），於1938年8月7日出發到南洋（現在的新加坡、馬來西亞及汶萊）一帶60多家戲院演出粵劇：《梁紅玉》、《西施》、《花木蘭》、《王昭君》、《貂蟬拜月》、《卓文君》及《燕子箋》等。[1][2]

## 電影演藝歷程
- 1932年為了見她的偶像阮玲玉小姐，曾到上海市獨自生活一年，每天的工作，只是看阮玲玉的電影及「聯華公司」的電影。回港就進入電影工作，李楚卿最初以藝名「李綺蓮」，然而宣傳部李芝清先生筆誤成「李綺年」，李楚卿遂沿用「李綺年」作藝名[3]。
- 20歲報考香港「大觀聲片公司」，開始她的銀幕生涯。
- 銀幕處女作《昨日之歌》（1935年），擔任第一女主角，飾演賢妻雲英，新靚就（關德興）飾演她的不忠丈夫冰鴻；黃曼梨飾演她的女兒月嫻。
- 愛國電影《生命線》（1935年），擔任第一女主角，飾演賢妻廖夫人，使李綺年獲得了『愛國影星』美譽。
- 居住在九龍土瓜灣譚公道28號三樓，室內配以藍色牆及藍色窗簾，書櫃填滿書籍。她習慣每天閱讀兩小時英文書籍，有系統地回答影迷的信件[4]。
- 1939年夏季在香港島銅鑼灣利舞臺舉行兩天「李綺年照片展覽」，義賣照片為中華民國抗戰籌款[5]。
- 曾經到上海拍攝國語片，擔綱主演兩齣古裝電影《女皇帝》（1940年）及《梁紅玉》(1940年)；四齣時裝電影《風流寡婦》（1941年）、《天長地久》（1941年）、《現代青年》(1941年)及《賊美人》（1942年），然後結婚息影。
- 1948年，李綺年在香港復出，演出《花香襯馬蹄》（1948年）等片，可惜已無復昔日光輝。
- 李綺年的電影遺作是《賣肉救家姑》（1949年），飾演賢妻余若冰。
- 李綺年一生參演的40多齣電影盡是香港及上海的黑白粵語及國語聲片。

## 逝世
李綺年在1949年3月17日離開香港到越南演出，首站是西貢堤岸。1950年11月3日晚上，李綺年在海防演畢《午夜魂歸》一劇後，在1950年11月4日凌晨1時30分因服食一瓶安眠藥昏迷被發覺，急送到海防「唐吉街市立醫院」救治，延至1950年11月4日晚上8時30分終告不治，享年36歲。由于當年安眠藥均為巴比妥類葯品，風險极高，故是藥故還是自殺，直到目前也無法定論。
另一報導說，李綺年在柬埔寨首都金邊服用過量安眠藥离世。

## 遺留影片
李綺年所演出過的電影，迄今仍然能夠欣賞：
1. 艷情粵語片《殘歌》（1935年），飾演天涯歌女；
2. 艷情粵語片《女性之光》（1937年），飾演陸慕貞，片裡戲中戲《王昭君》；
3. 國防粵語片《太平洋上的風雲》（1938年），飾演交際花鄭碧珠。

## 外部連結
- 李綺年在香港影庫上的簡介
- 李綺年小姐的1935年電影《殘歌》主題曲《夢》及各種造型劇照 （页面存档备份，存于）